# Standard ML of New Jersey
Standard ML of New Jersey, abgekürzt SML/NJ, ist eine frei verfügbare Entwicklungsumgebung mit Compiler für die
funktionale Programmiersprache Standard ML '97.
In SML/NJ ist ein "Compilation and Library Manager" (CM) integriert, der eine modulare Softwareentwicklung erlaubt, da er automatisch Abhängigkeiten überprüft und Teilkomponenten je nach Bedarf neu übersetzt oder lädt.
Einige über den üblichen Sprachumfang hinausgehende Bibliotheken und Werkzeuge
(wie z. B. ein Parsergenerator) werden bereits zusammen mit SML/NJ angeboten.
Der Compiler übersetzt als Zwischenstufe in die von der Yale FLINT Group entwickelte Sprache FLINT, aus der dann Maschinensprache für die entsprechende Zielarchitektur generiert wird.
Es ist möglich, eigenständig lauffähige Programme mit SML/NJ zu erstellen.